# Hot Chilis Rümlang-Regensdorf
Die Hot Chilis Rümlang-Regensdorf sind ein Schweizer Damen-Unihockeyverein aus den Gemeinden Rümlang und Regensdorf im Zürcher Unterland. Die erste Mannschaft der Hot Chilis spielt in der Nationalliga B.

## Stadion
In Rümlang existiert bereits seit 1992 ein Damen-Unihockeyverein. Der heutige Verein entstand 2002 durch die Abspaltung der Damenabteilung vom UHC Wehntal Regensdorf.
Die erste Mannschaft der Hot Chilis trägt ihre Heimspiele in der Sporthalle Heuel in Rümlang aus.

## Erfolge
- Aufstiegsspiele NLA 2002 und 2011
- Schweizermeister A-Juniorinnen 2015/16

## Kader 2015/2016

### Damen NLB
| Nr | Position      | Spielername        | Jahrgang |
| -- | ------------- | ------------------ | -------- |
| 25 | Goalie        | Linda Schellenberg | 1994     |
| 44 | Goalie        | Barbara Jauslin    | 1980     |
| 2  | Verteidigerin | Nathalie Rua       | 1989     |
| 5  | Verteidigerin | Andrina Ruprecht   | 1994     |
| 9  | Verteidigerin | Samira Neher       | 1995     |
| 12 | Verteidigerin | Céline Faude       | 1994     |
| 13 | Verteidigerin | Sara Derungs       | 1992     |
| 14 | Verteidigerin | Sabrina Fäh        | 1994     |
| 21 | Verteidigerin | Simone Adank       | 1993     |
| 24 | Verteidigerin | Alessandra Pommer  | 1989     |
| 3  | Stürmerin     | Melanie Knecht     | 1990     |
| 4  | Stürmerin     | Deborah Wagner     | 1992     |
| 6  | Stürmerin     | Gioia Niessner     | 1995     |
| 7  | Stürmerin     | Carena Fischer     | 1986     |
| 10 | Stürmerin     | Anna Bär           | 1991     |
| 15 | Stürmerin     | Nicole Huber       | 1993     |
| 16 | Stürmerin     | Leonie Jaunin      | 1991     |
| 18 | Stürmerin     | Janine Weiss       | 1995     |
| 19 | Stürmerin     | Laura Desch        | 1993     |
| 20 | Stürmerin     | Vanessa Kapp       | 1993     |
| 23 | Stürmerin     | Lea Keller         | 1990     |